# Premio Paolo Borciani
Der internationale Streichquartett-Musikwettbewerb Premio Paolo Borciani findet seit 1987 in Reggio nell’Emilia alle drei Jahre statt. Er ist Paolo Borciani, dem berühmten Gründer und ersten Violinisten des Quartetto Italiano gewidmet.

## Struktur
Veranstalter und Träger des Wettbewerbs ist die Fondazione I Teatri von Reggio nell’Emilia; künstlerischer Leiter ist Lorenzo Fasolo; Gründer war der Pianist Guido A. Borciani, Bruder von Paolo Borciani.
Im Jahr 1991 erfolgte der Beitritt in die World Federation of International Music Competitions.

## Besonderheiten
Heute, zwanzig Jahre später, ist der Premio Paolo Borciani einer der bedeutendsten Musikwettbewerbe der Welt. Zum Ehrenkomitee gehören: Claudio Abbado, Radu Lupu, Sir Peter Maxwell Davies, Riccardo Muti, Arvo Pärt, Maurizio Pollini, Wolfgang Rihm, Salvatore Sciarrino, Marco Stroppa, Alban Berg Quartett, Borodin-Quartett, Tokyo String Quartet.

## Geschichte
Bisher hat der Wettbewerb elf Mal stattgefunden.
Preisträger
Immer wieder kam es in der Vergangenheit vor, dass kein erster Preis vergeben wurde.
- 1987 – 1. Preis: nicht vergeben
- 1990 – 1. Preis: Keller-Quartett, Ungarn
- 1994 – 1. Preis: nicht vergeben
- 1997 – 1. Preis: Artemis-Quartett, Deutschland
- 2000 – 1. Preis: nicht vergeben
- 2002 – 1. Preis: Kuss-Quartett, Deutschland
- 2005 – 1. Preis: Pavel Haas Quartet, Tschechische Republik
- 2008 – 1. Preis: Bennewitz-Quartett, Tschechische Republik
- 2011 – 1. Preis: nicht vergeben
- 2014 – 1. Preis: Kelemen-Quartett, Ungarn
- 2017 – 1. Preis: nicht vergeben